# Nikki McCray-Penson
Pour les articles homonymes, voir McCray.
Nikki McCray-Penson connue initialement comme Nikki McCray, née le 17 décembre 1971 à Collierville et morte le 7 juillet 2023, est une joueuse puis entraîneuse américaine de basket-ball. Elle est double championne olympique, lors des Jeux d'Atlanta en 1996 et de Sydney en 2000.

## Biographie
Durant son cursus avec l'université du Tennessee, elle remporte 122 victoires pour 11 défaites pour les Lady Volunteers du Tennessee. Avec celles-ci, elle remporte quatre titres de la Southeastern Conference (SEC), division dont elle est nommée joueuse de l'année en 1994 et 1995.
À sa sortie universitaire, elle rejoint la sélection américaine qui entame en octobre 1995 une préparation qui doit conduire les États-Unis au titre olympique aux Jeux olympiques 1996 disputé à Atlanta. La sélection américaine reste en effet sur deux échecs, lors des Jeux de Barcelone et du mondial 1994. Au Georgia Dome, devant 32 987 spectateurs, la sélection américaine remporte le titre olympique sur le score de 111 à 87 face aux Brésiliennes, championne du monde en titre.
Elle participe ensuite à la création de la American Basketball League (ABL), nouvelle ligue de basket-ball professionnelle aux États-Unis. Avec 19,9 points, 5,0 rebonds et 2,7 passes, elle conduit son équipe du Quest de Columbus au titre de championne de la ligue. Elle remporte également le titre de Most Valuable Player (MVP). 
Elle participe à une nouvelle campagne avec l'équipe américaine en remportant le titre de Championne du monde 1998 en Allemagne. Les Américaines l'emportant en finale 71 à 65 face à la Russie, après avoir éliminé les Brésiliennes par 93 à 79 en demi-finale. Lors de cette compétition, dont elle fait partie du cinq de départ de huit des neuf rencontres, elle inscrit 9,3 points de moyenne. Ses autres statistiques sont 2,6 rebonds, 1,6 passe et 1,2 interception.
Lors des Jeux olympiques 2000, les États-Unis remportent l'or en triomphant de l'Australie sur le score de 76 à 54. Elle fait de nouveau partie du cinq majeur, aux côtés de Lisa Leslie, Sheryl Swoopes, Yolanda Griffith et Teresa Edwards. Ses statistiques sur le tournoi sont de 5,1 points, 0,9 rebond et 1,1 passe. 
Elle évolue depuis 1998 en Women's National Basketball Association (WNBA) avec les Mystics de Washington. Avec 17,7 points, elle est la meilleure marqueuse de son équipe lors de sa première saison. Elle renouvelle cette performance la saison suivante, saison au cours de laquelle elle est nommée pour participer au premier WNBA All-Star Game de l'histoire, All-Star dont elle figure dans l'un des deux cinq commençant la partie. Les deux années suivantes, elle est de nouveau nommée dans le cinq débutant de sa Conférence pour le All-Star Game. Lors de la saison 2000, elle participe à ses premiers matchs de play-offs face au Liberty de New York. Ceux-ci l'emportent deux à zéro.
Ses statistiques baissent ensuite, avec 11,0 points en 2001 avec les Mystics, puis 11,5 points l'année suivante avec le Fever de l'Indiana. lors de sa deuxième saison avec ces derniers, elle ne réalise que 3,9 points. Elle évolue ensuite avec le Mercury de Phoenix, franchise avec laquelle elle ne commence que 9 des 27 rencontres disputées pour une moyenne de points de 2,6. Elle fait une nouvelle apparition en play-off, les premiers joués par sa nouvelle franchise. New York l'emportent deux à un, tandis que les statistiques de McCray sont de 8,0 points, 3,7 passes, 1,3 rebond. Elle effectue ensuite deux nouvelles saisons avec les Silver Stars de San Antonio et le Sky de Chicago.
Après cette dernière saison, elle décide de se tourner vers la carrière d'entraîneuse. Elle occupe un premier poste d'assistante des Hilltoppers de Western Kentucky conclue sur un bilan de 49 victoires pour 17 défaites, un titre de vainqueur du tournoi de la Sun Belt et une qualification pour le tournoi final NCCA en 2007-2008. Puis en 2008, elle est recrutée par Dawn Staley, nouvel entraîneur des Gamecocks de la Caroline du Sud de l'université de Caroline du Sud et ancienne coéquipière sous le maillot américain, pour occuper un poste d'assistant. Quelques semaines après le premier titre de championne NCAA des Gamecocks, elle s'engage comme entraîneuse principale des Monarchs d'Old Dominion.

## Palmarès

### Joueuse
Jeux olympiques
- Médaille d'or aux Jeux olympiques 1996
- Médaille d'or aux Jeux olympiques 2000

Championnat du monde
- Médaille d'or au Championnat du monde 1998

### Entraîneuse
- Vainqueure du tournoi de la Sun Belt Conference 2008[6]
- Vainqueure du tournoi de la Southeastern Conference 2015, 2016, 2017[6]
- Championne de la saison régulière de la Southeastern Conference 2014, 2015, 2016, 2017[6]
- Championne NCAA 2017[6]

### Distinctions personnelles
- Nommée Most Valuable Player (MVP) de l'American Basketball League (ABL) en pour la saison 1996-1997
- Participation au All-Star Game WNBA 1999, 2000 et 2001
- Introduite dans la promotion 2012 du Women's Basketball Hall of Fame[8]